# Wannawat Ampunsuwan
Wannawat Ampunsuwan (Thai: วรรณวัฒน์ อำพันสุวรรณ; * 15. Juli 1993) ist ein thailändischer Badmintonspieler. 

## Karriere
Wannawat Ampunsuwan nahm 2010 und 2011 an den Badminton-Juniorenweltmeisterschaften teil, wobei er bei seiner zweiten Teilnahme Fünfter im Mixed wurde. Bei den nationalen Titelkämpfen gewann er 2009 Bronze. Bei den Chinese Taipei Open 2013 stand er im Achtelfinale, bei den Bitburger Open 2013 im Viertelfinale. 2013 siegte er auch beim Smiling Fish.